# 喀邁拉
奇美拉（羅馬化：Chímaira），又译奇美拉，是希臘神話中會噴火的怪物。牠居住於安纳托利亞的呂基亞。是為母獸，其名字來自普通名詞，意思為「母羊」。
「Chimera」一詞在近代演變為異種生物部位混和之神話幻想生物的泛稱。

## 家世
凱美拉是由眾妖之祖堤豐和蛇怪厄客德娜所生眾多怪物子女中的一員。赫西俄德的《神譜》稱凱美拉與雙頭犬生下涅墨亚狮子。
凱美拉最終在佩加索斯的協助之下被貝勒羅豐斬殺，這是基於呂基亞的國王伊奧巴特斯的要求，前往去除危害呂基亞地區的害獸。由於佩加索斯具有飛行能力，貝勒羅豐佔有很大的優勢，在空中對凱美拉進行攻擊的同時，還能避免被牠的頭部與其吐出來的火焰所傷。荷馬的旁註更提到說，貝勒羅豐最後是在長矛上加上一塊鉛塊，而這鉛塊在接觸到凱美拉的火焰吐息時融化，進而導致凱美拉的死亡。

## 外貌

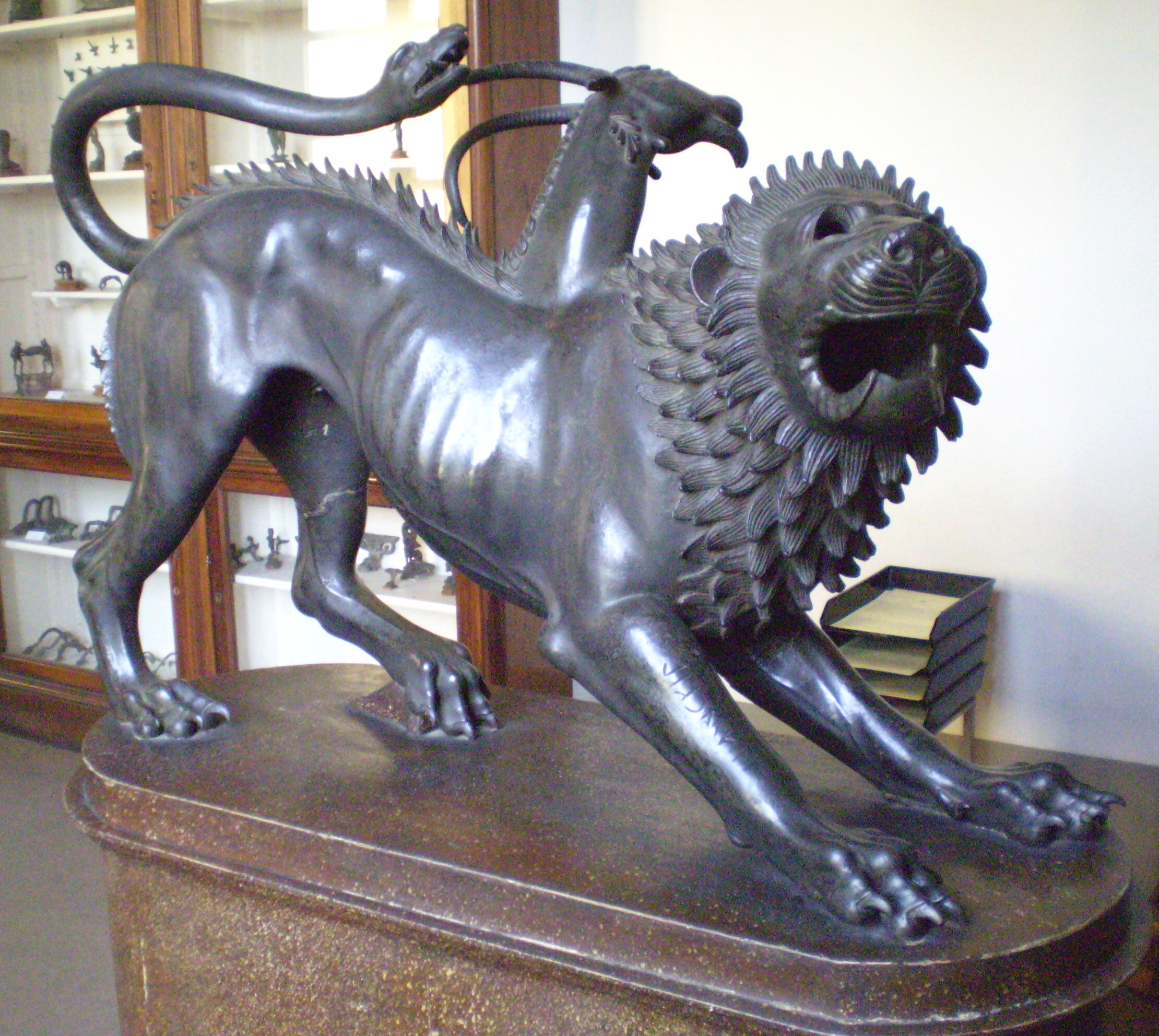
“阿雷佐的凱美拉”：伊特拉斯坎青銅像

傳聞它上半身像獅子，中間像山羊，下半身像毒蛇，口中噴吐著火苗。根據書庫所描述，凱美拉的山羊頭會噴火，位置可能是在腰部（原文寫做中間，或許是身體的中間）。
記載大量希臘神話的西方古籍《書庫》第2書第3章第1段有如下描述：
|  | 凱美拉⋯⋯那東西不但個人就是許多人也敵不過，他有獅子的前半身，蛇的尾巴，中間第三個頭是山羊，從那裡噴出火來。它毀壞農田，殘害牲畜，因為他一個生物有三種野獸的力量。據說凱美拉為阿米索達羅斯（Ἀμισωδάρος）所餋養，如荷馬所說明，又如赫西俄德所講，乃是由提豐與厄客德娜（Ἐχίδνη）所生。 |

而在大多數遊戲或動畫中，凱美拉常被翻譯為奇美拉，而且還增加了一顆頭為巨龍，並擁有蝙蝠般的翅膀。

## 起源假說

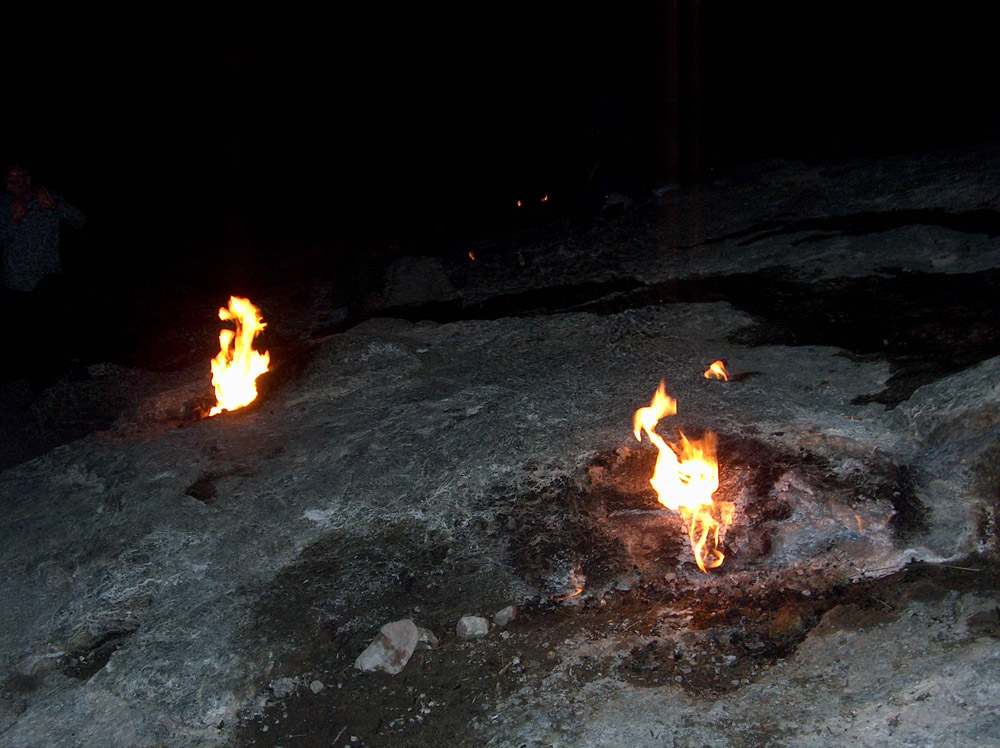
呂基亞凱美拉山山上不斷燃燒的火焰，位於現今的土耳其

老普林尼引述自克特西亞斯，提到佛提烏將一個充滿瓦斯湧源的地區稱為凱美拉。這個地區土耳其語稱為「Yanartaş」，意思為燃燒的石頭，現位於土耳其西南部的呂基亞之路的路徑上，在赫菲斯托斯神殿上方山坡，契拉勒北方約3公里處，靠近古代呂基亞的奧林帕斯城附近。瓦斯湧源不斷噴出的燃燒中甲烷被認為是當地變質岩的來源，其火焰在古代也被做為水手導航時所仰賴的指標。

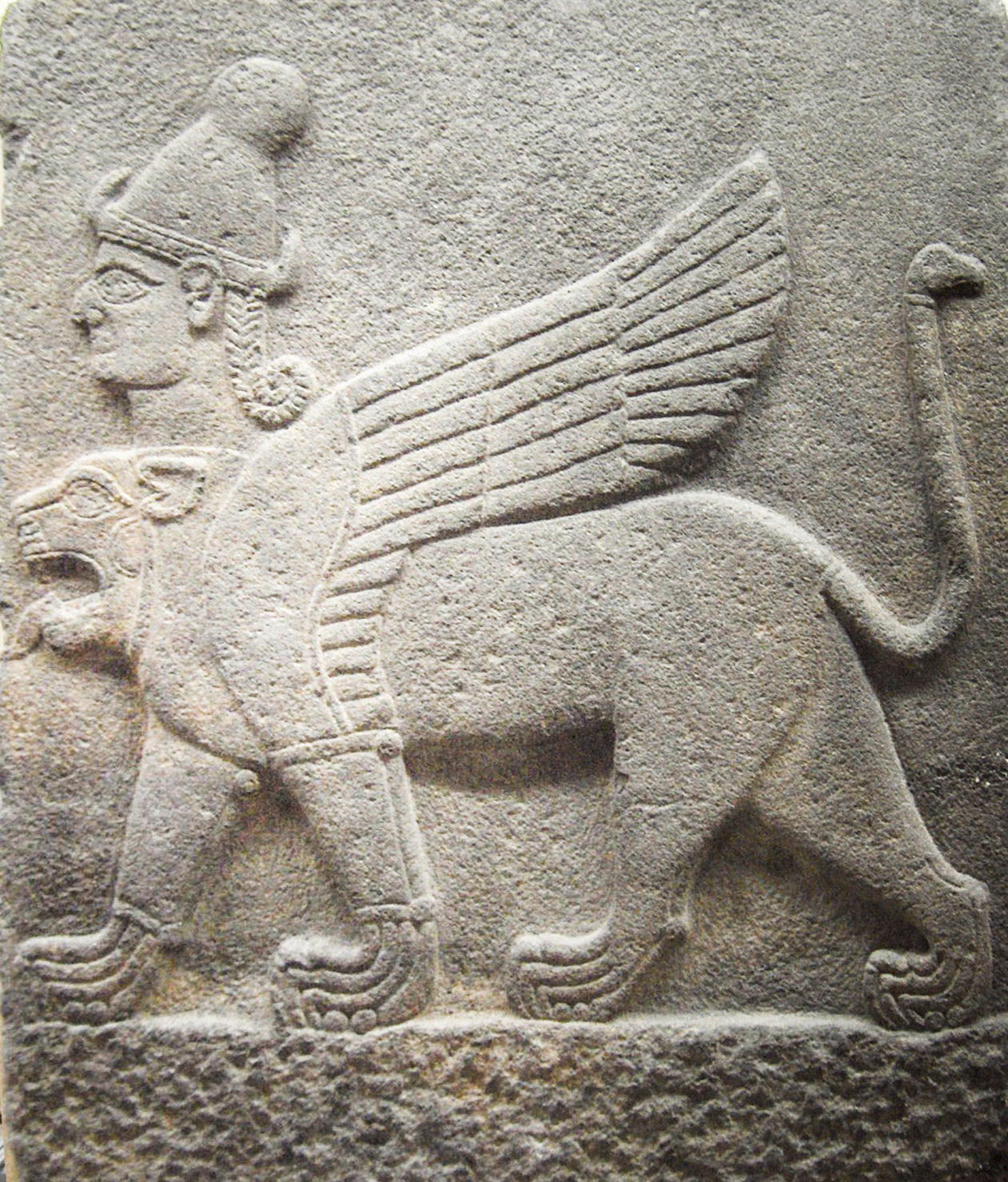
卡爾凱美什的新赫梯凱美拉，展於安納托利亞文明博物館

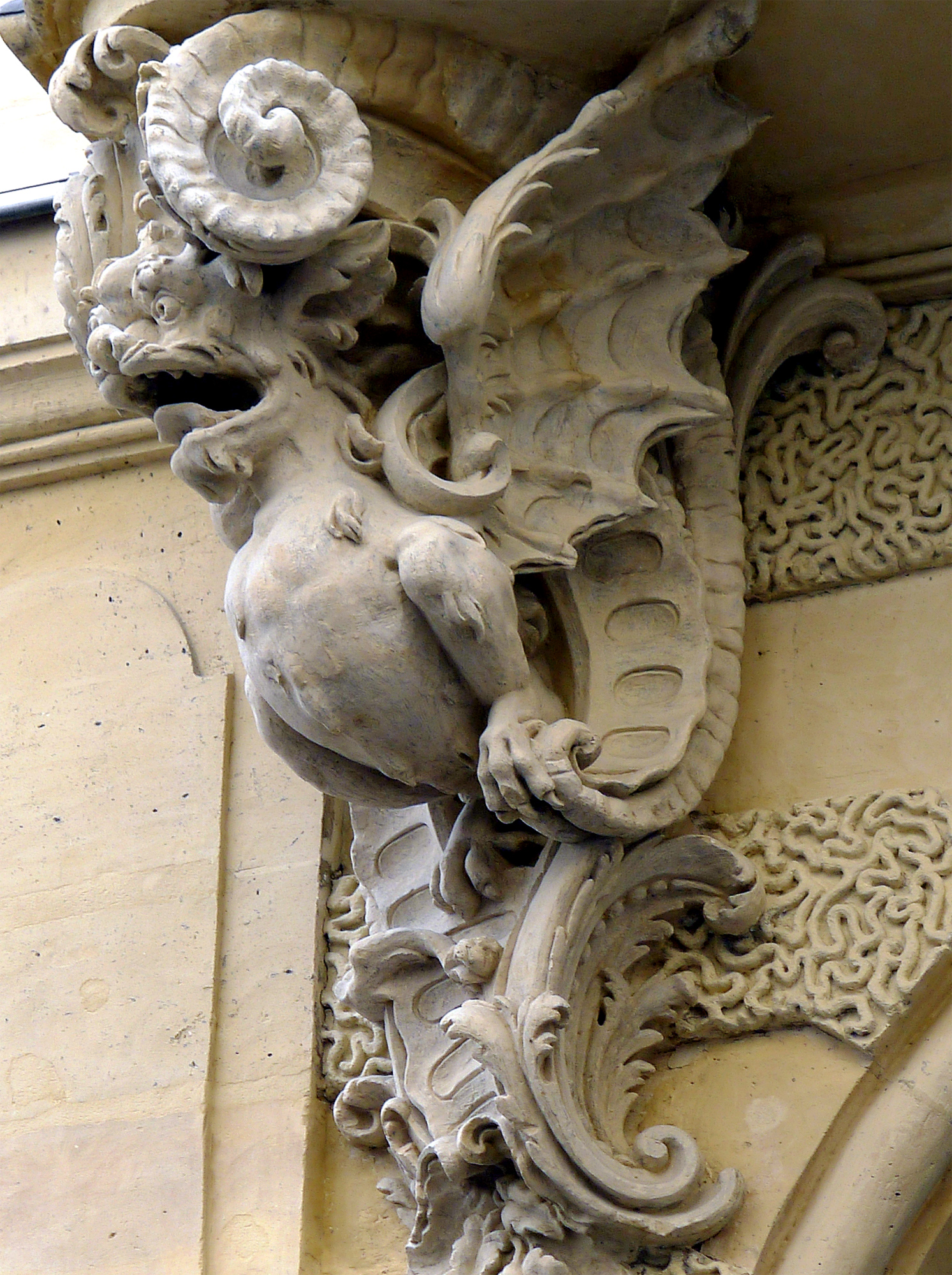
巴黎法式府邸上凱美拉造型的墀頭

來自西元前850-750年卡爾凱美什的新赫梯凱美拉（文物現展於安纳托利亚文明博物馆）被認為是希臘神話中凱美拉的起源。但與凱美拉不同的是，新赫梯凱美拉具有一對翅膀，從身體側面長出的為人頭，且尾巴為一般母獅的尾巴。

## 大眾文化
- 《哈利波特》及，將之譯為「獅面龍尾羊」。
- 遊戲《勇者鬥惡龍系列》[具体情况如何？]。
- 漫畫《HUNTER×HUNTER》的杜撰生物嵌合蟻（或譯奇美拉蟻、蓋美拉蟻）。
- 美劇《星球大戰》中索龍元帥的旗艦
- 漫畫《鋼鐵神兵》中「七魔將」之一
- 漫畫《鋼之鍊金術師》，泛指作品中以兩種以上不同生物的基因作代價，鍊成的人造生物，翻譯為「合成獸」。
- 電影，被稱為魔獸，在冥界的崩毀後被釋放出並襲擊柏修斯的村落。特徵上頭部與獅子及山羊並不類似，但仍然保留了尾部的蛇頭以及噴火的能力。
- 動漫，女主角的玩偶。
- 漫畫《吉伊卡哇》，一種會襲擊小可愛族的生物，有機會由小可愛族突變產生。
- 韩剧《Chimera》，秘密连环杀手的别称。
- 游戏，八级英国金币坦克。
- 游戏《超級機械人大戰Z》中的最終首腦吉·安戴爾·貝魯那魯其專用機就是以喀邁拉為原型的機體。其專用音樂就是《CHIMERA》。
- 轻小说中為異世界中一款魔物及可作為食材材料。
- 游戏，街邊boss。

## 外部連結
- Theoi Project: Khimaira（页面存档备份，存于）
- Harappan Chimaeras as ‘Symbolic Hypertexts’. Some Thoughts on Plato, Chimaera and the Indus Civilization（页面存档备份，存于）
- .  6 (第11版). London: 164. 1911.